# Carl Wilhelm Schnars
Carl Wilhelm Schnars, auch Karl Wilhelm Schnars (* 13. November 1806 in Hamburg; † 20. Mai 1879 in Baden-Baden) war ein deutscher Arzt, Forschungsreisender, Archäologe, Journalist und Autor, der den Schwarzwald für den modernen Tourismus erschloss. Sein Schwarzwaldführer erschien bis 1928 in annähernd 100 Auflagen.

## Leben

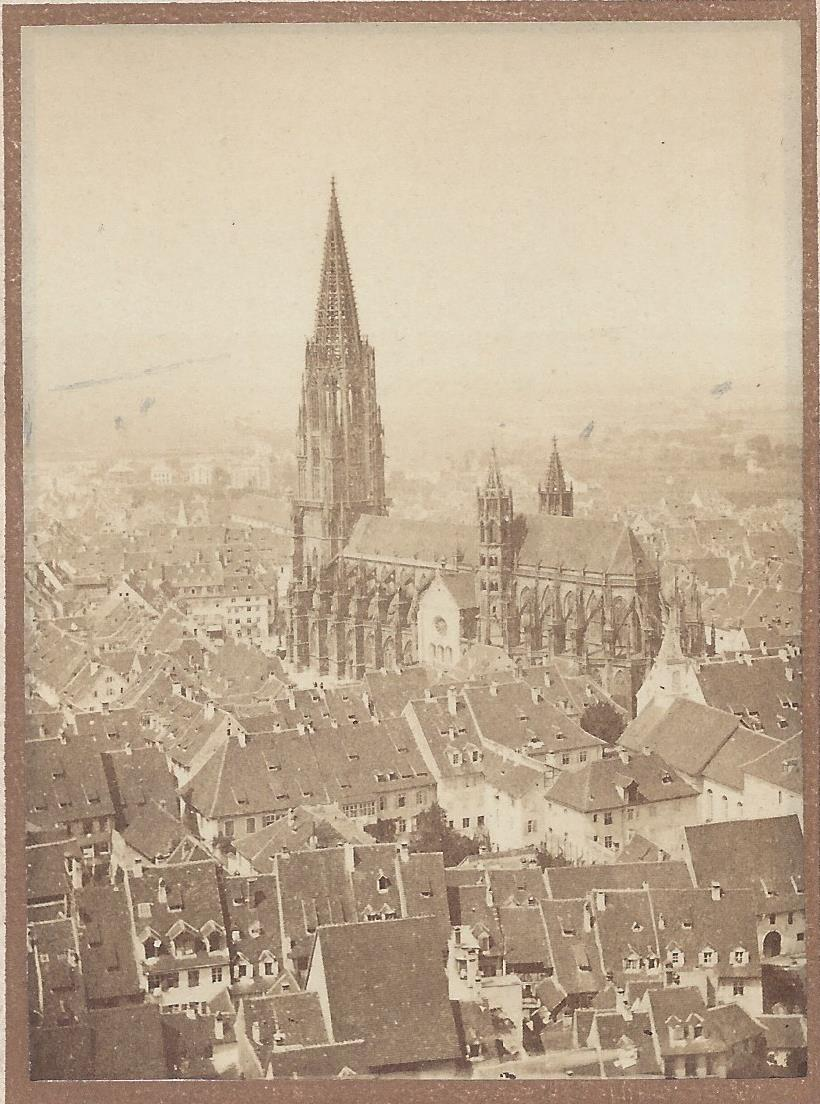
Freiburg im Breisgau, Fotografie von Gottlieb Theodor Hase, für die 2. Auflage des Schwarzwaldführers von 1868

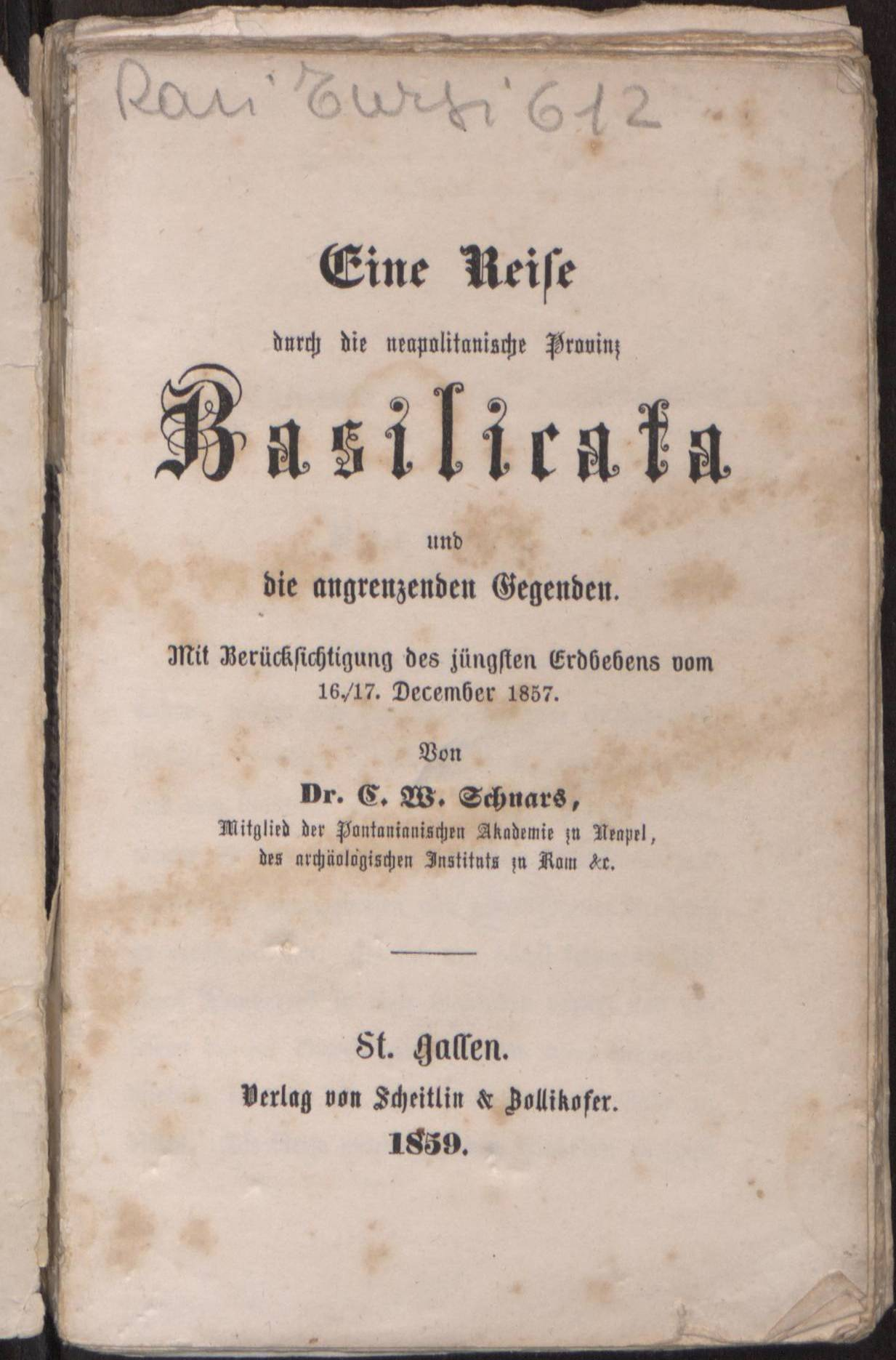
Eine Reise durch die neapolitanische Provinz Basilicata, 1859

Carl Wilhelm Schnars wurde am 13. November 1806 in Hamburg als Sohn des Zuckermaklers Johann Christopher Wilhelm Schnars (1782–1866) und seiner Ehefrau Johanna Sophia Friederike, geborene Wichers (1781–1846) geboren. Nach der Maturitätsprüfung am Hamburger Johanneum 1826 studierte Carl Wilhelm Schnars Medizin und Chirurgie an der Martin-Luther-Universität Halle-Wittenberg. Das Studium schloss er 1829 an der Universität Göttingen mit der Promotion ab. Carl Wilhelm Schnars ließ sich zunächst als praktischer Arzt und Chirurg dann als Hospitalarzt in Hamburg nieder. Aus einer nach sieben Jahren 1840 geschiedenen Ehe mit Louise Mutzenbecher (1809–1891) entstammten drei Kinder. Frei der familiären Banden reiste Schnars im Oktober 1840 als Korrespondent der Augsburger Allgemeinen Zeitung über Kleinasien, Ägypten und Nubien an den Oberlauf des Nils. Nach dieser Orientreise kränkelnd siedelte er sich Neapel an.
In den 1840er Jahren praktizierte Schnars dort als Arzt, beteiligte sich an Ausgrabungen, wurde Mitglied der Accademia Pontaniana, der botanischen Section der Italienischen Gesellschaft für Naturforscher und Ärzte in Neapel und des Instituto Archeologico in Rom. Zusätzlich blieb er Korrespondent der Augsburger Allgemeinen Zeitung und der Hamburger Nachrichten. Nicht ganz unbeteiligt aufgrund der 1848-Wirren in Neapel nach Konstanz übergesiedelt wurde Schnars 1849 Ehrenmitglied der Antiquarischen Gesellschaft in Zürich. Von seinen wechselnden Wohnsitzen in Konstanz, Freiburg, Heidelberg und Lindau aus trat er 1856 als  Autor von Reiseführern und Reiseschriftsteller in Erscheinung. Beginnend 1856 mit einer Beschreibung des Bodensees und seiner Umgebung, folgte 1859 ein Reisebericht über die italienische Basilicata nach dem Erdbeben von 1857. Mit dem 1865 in Heidelberg und Freiburg erstveröffentlichten Schwarzwaldführer, einer Auftragsarbeit für den 1864 gegründeten Badischen Schwarzwaldverein, gelang Schnars der Durchbruch. Er wurde zum Wegbereiter des modernen Schwarzwaldtourismus, dem er mit seinen mehrtägigen Tourempfehlungen systematisch auch die entlegensten Winkel erschloss. Eine Innovation stellt die zweite Ausgabe seines Schwarzwaldführers in der Wagner’schen Buchhandlung in Freiburg dar. Neben zwei Panoramakarten mit Blicken vom Belchen und vom Feldberg wurde die Auflage durchgängig mit drei Originalfotografien des Freiburger Fotografen Gottlieb Theodor Hase auf zwei Tafeln illustriert. In Freiburg bereitete sich Schnars 1869 auf eine Mexikoreise vor, die er jedoch nicht antreten konnte. Es folgte ein Aufenthalt in Turin. Im Auftrag des Großherzogs verfasste Schnars 1874 ein Handbuch über die Schwarzwaldbahn von Offenburg nach Singen. Carl Wilhelm Schnars starb nach kurzer Krankheit am 20. Mai 1879 in seinem Alterswohnsitz Baden-Baden.

## Sonstiges
Julius Alexander Schnars war sein Bruder. Hugo Schnars-Alquist war sein Neffe.

## Schriften (Auswahl)
- Reformwünsche, in: Reform, Neapel, Nr. 13 vom 20. März 1848, S. 50
- Der Bodensee und seine Umgebungen: in drei Abtheilungen, Cotta Stuttgart, 1856
- Eine Reise durch die neapolitanische Provinz Basilicata und die angrenzenden Gegenden : mit Berücksichtigung des jüngsten Erdbebens vom 16., 17. December 1857, Scheitlin und Zollikofer, St. Gallen, 1859
- Führer durch den Schwarzwald mit vier Karten und einem Panorama vom Feldberg, Diernfellner'sche Universitätsbuchhandlung, Freiburg im Breisgau, 1868
- Die Badische Schwarzwaldbahn von Offenburg über Triberg nach Singen (Constanz, Schaffhausen und Sigmaringen) - Handbuch für Reisende mit Angabe der bautechnischen Verhältnisse der Bahn nach officiellen Mittheilungen, Emmerling, Heidelberg, 1874 Digitalisat der BLB Karlsruhe
- Neuester Schwarzwaldführer. 1. Theil. Der nördliche Schwarzwald, Winter, Heidelberg, 1876 Digitalisat der BLB Karlsruhe
- Neuester Schwarzwaldführer. 2. Theil. Der südliche Schwarzwald, Winter, Heidelberg, 1876 Digitalisat der BLB Karlsruhe